# Andreas Haase von Wranau

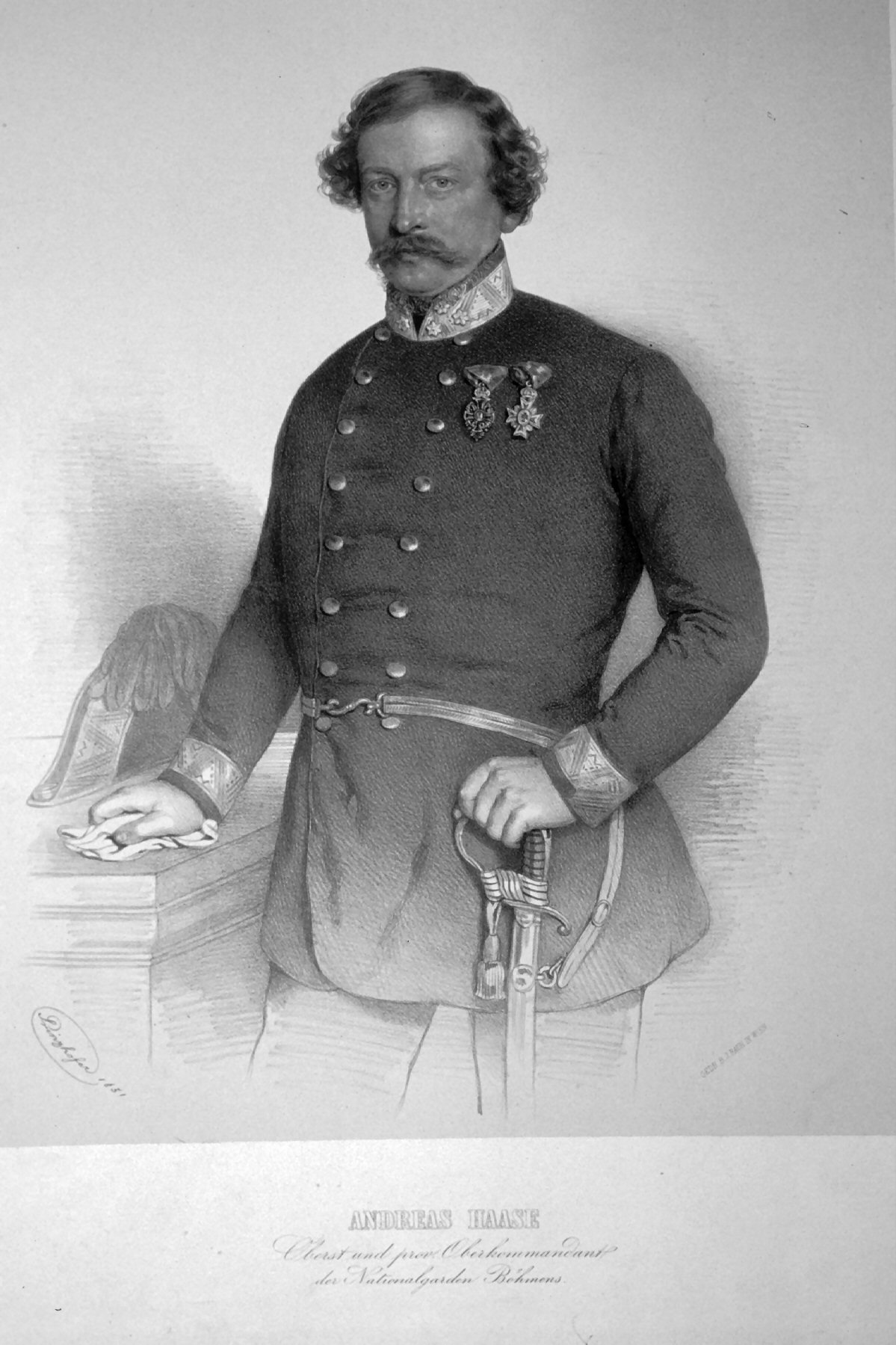
Lithographie von August Prinzhofer, 1851

Andreas Haase, seit 1854 Andreas Haase Edler von Wranau (* 30. August 1804 in Prag; † 26. Juni 1864 ebenda), war ein österreichisch-böhmischer Drucker, Papierfabrikant, Verleger und Politiker. Er war von 1861 bis zu seinem Tod 1864 Abgeordneter des Böhmischen Landtags.

## Leben und Wirken
Er war der Sohn des aus Halberstadt stammenden Gottlieb Haase (1765–1824), der sich in Prag zum Buchdrucker hochgearbeitet hatte.
Nach dem Tod des Vaters führte er mit seinem älteren Bruder Ludwig Haase (* 1801) das florierende Unternehmen der Buchdruckerei seines Vaters weiter. Ab 1831 stiegen die Brüder Gottlieb Haase jun. (* 1809) und Rudolph Haase (* 1811) in das Geschäft ein; die Firma nannte sich Gottlieb Haase Söhne. Der jüngere Gottlieb Haase hatte auch den Buchdruck erlernt; Rudolph hingegen hatte Jura studiert. 1835 kaufte Gottlieb Haase Söhne die von Johann Ferdinand von Schönfeld gegründete Druckerei im Prager Annenhof. Am 5. März 1837 kaufte das Unternehmen von der Herrschaft Königsaal ein Gehöft mit Brettsäge, Mühle und Schankwirtschaft in Wran für 15.000 Gulden und errichtete dort eine Papierfabrik, die 1840 den Betrieb aufnahm.
Im Jahre 1843 erschien bei Gottlieb Haase Söhne das weltweit erste, vollständig in Gold gedruckte Buch, nämlich „Die vier Bücher von der Nachfolge Christi“ des Thomas von Kempen, das in einer Prachtausgabe von nur 15 Exemplaren hergestellt wurde. Das erste Exemplar wurde Ernst August, König von Hannover, gewidmet, in dessen Bibliothek sich das mit Silbereinband und Königswappen versehene Exemplar befand.
Andreas Haase wurde 1854 als k. k. Hofbuchdrucker durch Kaiser Franz Joseph mit dem Prädikat Haase Edler von Wranau in den Adelsstand erhoben. Die Firma Gottlieb Haase Söhne war eine der erfolgreichsten Buchdruckereien in Österreich. Sie bestand aus fünf Unterabteilungen, um 1860 beschäftigte sie 700 Arbeiter.
Andreas Haase Edler von Wranau vertrat als Mitglied und Präsident der Prager Handels- und Gewerbekammer diese ab 1861 als Abgeordneter im Böhmischen Landtag.
Haase gründete 1850 ein Komitee zur Erhaltung des Deutschtums im Stadtrat von Prag und für die Erhaltung des deutschen Charakters von Prag. 1854 wurde er in den Adelsstand erhoben.
Bekannt wurde Haase als Herausgeber der offiziellen Prager Zeitung und der Unterhaltungsblätter (später Bohemia genannt und sich zur größten deutschsprachigen Zeitung Böhmens entwickelnd). Außerdem verlegte er jährlich zehn zweisprachige Kalender in über 200 000 Exemplaren.